# إيكو سنشين
«ايكو سنشين» أو إ«يكو صن شن» (بالصينية: 休宗純)،(بالإنجليزية: Ikkyū Sōjun)‏.
هو راهب بوذي زن وشاعر ياباني عاش بين 1394 إلى 1481.
يعد أحد المؤثرين الحقيقين في الثقافة والفكر الإدبي الياباني له الكثير من الحكم والأقوال المأثورة لازالت تتداول لغاية يومنا هذا.
ملاحظة: كلمة زن تدل على فرع من افرع الـبوذية يضاف للتميز بين مذهب زن ومذهب تشن أو تشان الذي هو المذهب الأصلي تفرع عنه الزن لاحقا، فمثلا يقال راهب زن أو راهب شن - معبد بوذي زن أو معبد بوذي شن.

## طفولته
ولد «ايكو» في ضاحية صغيرة في مقاطعة كيوتو في اليابان عام 1394 وقد كان ابن الإمبراطور «غو-كوميو» (後小松天皇 Go-Komatsu-tennō) ووالدته كانت من طبقة النبلاء، وقد اضطرت الأخيرة للهروب إلى ساغا (محافظة) وقام الخدم هناك بمهمة تربيته «ايكو».

في سن الخامسة تم فصله عن والدته وأرسل إلى معبد رنزاي زن (أي ما يشبه مدرسة دينية داخلية للبوذية) في كيوتو اسمه «معبد أنكوكو جي» برتبة مساعد معلم، كان يعلّم هذا المعبد اللغة الصينية والثقافة والأدب الصيني بالإضافة إلى الشعر الذي تميز بهم لاحقا «ايكو» وخصوصاً الشعر، وقد أعطي اسم «شوكين» في المعبد.

## مسلسل إيكوسان
في 15 أكتوبر 1975 قام استديو توئيه أنميشن بإنتاج مسلسل انمي لليافعين عن قصته «ايكو» ودُبلِج العمل للعربية ولاقى رواجاً وشهرة عرف باسم إيكوسان (مسلسل)